# 曲陽県 (河南省)
曲陽県（きょくよう-けん）は、中国にかつて存在した県。現在の河南省漯河市郾城区内に位置する。
南北朝時代、南朝宋により僑置された。北斉により廃止された。